# NGC 4468
NGC 4468 é uma galáxia elíptica (E-S0) localizada na direcção da constelação de Coma Berenices. Possui uma declinação de +14° 02' 57" e uma ascensão recta de 12 horas, 29 minutos e 30,9 segundos.
A galáxia NGC 4468 foi descoberta em 14 de Janeiro de 1787 por William Herschel.